# Hubert Striebig
Hubert Striebig (° Wissembourg, 15 september 1939) is een voormalig Frans internationaal autocoureur. 
Hubert Striebig heeft tijdens zijn racecarrière 11 keer deelgenomen aan de 24 uur van Le Mans.